# Augur
Een augur (meervoud auguren, augurs of augures) – in het Latijn ook auspex genoemd – of vogelwichelaar was een priester in het oude Rome. De taak van een augur was het bedrijven van auspicia ("auspiciën"): het bepalen van de wil der goden aan de hand van de vlucht van de vogels. Het Nederlandse woord voor auspiciën is vogelschouw (avis vogel, spicere zien).

## Inleiding
In de Oudheid werden geen belangrijke beslissingen genomen zonder de wil van de goden te kennen. De augures waren de bemiddelaars tussen de wereld van de goden en die van de mensen. Ze observeerden en analyseerden de tekens die de goden hen zonden en adviseerden de staat over wat wel en niet gedaan mocht worden.
Het geloof dat de wil van de goden af te lezen viel uit bijvoorbeeld de vlucht van vogels, bestond zowel bij de Grieken als bij de Romeinen. In Griekenland werden de orakels na verloop van tijd belangrijker, de toekomst werd er voorspeld door Apollo en andere goden. In Rome werd de toekomst voorspeld door Jupiter en de vogels waren zijn boodschappers.

## Ontstaan van het college van deaugures
Pas later ontstond er een systeem met exacte regels over de kunst van het voorspellen. In Rome ontstond er een college van augures die werkten in dienst van de staat. De augur droeg een officieel gewaad, trabea genoemd en had altijd een lituus bij zich. Dat was een soort kromme staf waarmee de augur het heilige gebied aan de hemel, de templum voor waarzeggerij aanduidde. De andere attributen van de augur waren de kwispel, de kruik en de gietlepel, die hij gebruikte om wijn in een offerschaal te gieten.
De oprichting van het college te Rome voegde niets toe aan de religieuze theorie van de voortekenen. De enige vernieuwing was dat er nu een onderscheid gemaakt werd tussen auspicia privata en auspicia publica. De private augures waren niet officieel en hielden zich bijvoorbeeld bezig met voortekens bij een huwelijk. De functie van publieke augur was enkel weggelegd voor de hoge magistraten, die afkomstig waren uit het patriciaat. De wil van de goden was immers onverstaanbaar voor de gewone mens.
De goden zonden verschillende tekens naar de augur. Het collegium legde hun kennis vast in boeken, de ius augurale. Volgens hen waren er vijf categorieën van voortekens: ex caelo, ex avibus, ex tripudiis, ex quadrupedibus en ex diris. De laatste drie maakten geen deel uit van de taken van de publieke augures.
Ex caelo was de observatie van de verschillende vormen van donder en bliksem. Dit onderdeel werd als belangrijkste beschouwd: maximum auspicium. Als een augur zei dat Jupiter donderde of bliksemde, kon de volksvergadering niet doorgaan.

## Deauguraan het werk
De augur observeerde ook nauwkeurig de vluchtpatronen en de schreeuwen van vogels, dit noemde men ex avibus. De oscines gaven tekens door hun zang en de alites door hun vluchtpatroon. De kraai en de raaf waren oscines, de raaf bracht een positieve boodschap als hij rechts verscheen, de kraai als hij links verscheen, net zoals de uil en de kip. Tot de klasse van de alites behoorden de adelaar, die de boodschapper van Jupiter was, en de gier. Elk geluid en elke beweging van elke vogel betekende iets anders.
Ex Tripudiis was een manier van voorspellen die werkte met kippen. De pullarius hield meestal enkel voor dit heilig doel kippen. De augur kwam langs bij de pullarius, vervolgens deed hij de kooi open en strooide wat eten voor hen uit. Als de kippen niet uit hun hok wilden komen, met hun vleugels wapperden, kakelden of wegvlogen, was dat een negatief voorteken. Als ze integendeel gulzig ervan aten, zodat er stukken voer vanaf hun snavel op de grond vielen, werd dit beschouwd als een goed teken: tripudium solistimum.
Ex quadrupedibus behoorde niet tot het officiële takenpakket van de augur, maar werd wel gedaan, meestal op privé-initiatief, de staat maakte hiervan nooit gebruik. Wanneer een vos, een wolf, een paard of een hond iemands pad kruiste, of voorkwam op een ongebruikelijke plaats, was dit een voorteken. De augures interpreteerden dit dan als goed of slecht.
Ex diris zijn accidentele handelingen zoals struikelen of niezen, die als voorteken werden beschouwd. Hieronder kunnen we ook ex acuminibus onderscheiden, een vorm van voorspellen, waarvan het leger vaak gebruik maakte. Dit zijn de vlammen die uit wapens verschijnen.

## Oorsprong
De oorsprong van het fenomeen augures is moeilijk te achterhalen. Volgens de legende was de eerste augur de eerste koning van Rome, namelijk Romulus. Toen Romulus en Remus aankwamen op de Palatijnheuvel, hadden ze een meningsverschil over de plaats waar ze hun stad zouden stichten. Remus ging naar de Aventijn en wachtte op een teken van de goden, Romulus deed hetzelfde op de Palatijn. Remus zag op een bepaald ogenblik zes gieren en dacht dat hij koning zou worden, tot Romulus er twaalf zag. De goden waren hem blijkbaar gunstig gezind. Romulus duidde een collegium van drie augures aan, wat volgens Cicero overeenkomt met de drie oude stammen in de omgeving van Rome. Volgens hem voegde de tweede koning, Numa, nog twee extra augures aan het collegium toe.
Titus Livius was van mening dat er geen publieke augures waren in Rome, tot Numa daarvoor een speciaal college had opgericht, waarin elke stam gelijk vertegenwoordigd was. Hij beweerde ook nog dat er vier augures waren ten tijde van de wet van Ogulnia. Het is waarschijnlijker om het verhaal van Livius te geloven, als we rekening houden met het feit dat Cicero zelf een augur was en dat hij de geschiedenis van het collegium wilde terugbrengen tot de meest legendarische koning.
Door de wet van Olgunia (300 v.Chr.) bestond het collegium uit negen augures, door de toevoeging van vijf plebejers. De religieuze distinctie was nu over, de augures konden hun voorspellingen niet meer gebruiken tegen de plebejers. Dit aantal bleef onveranderd tot het tijdperk van Sulla, die de omvang van het college op vijftien bepaalde; Gaius Julius Caesar bracht hun aantal later op zestien. Tot 104 v.Chr. behielden de augures het recht om zelf de nieuwe augures aan te stellen. Dit veranderde met een wet van Gnaius Domitius Ahenobarbus, die hiermee een kiessysteem invoerde. Deze wet werd vervolgens geschrapt door Lucius Cornelius Sulla in 81 v.Chr., maar werd opnieuw in ere hersteld in 63 v.Chr. In de keizertijd kozen de keizers zelf hun augures naar wens.
De augures vormden een collegium, waar ze hun opvolgers aanduidden en hen de kunst van het voorspellen bijbrachten. Hun twee voornaamste taken waren het bijstaan van de magistraten die de voortekenen ontvingen en het bewaren van de kennis. Ze mochten zelf geen voortekenen analyseren, hoewel ze de kunst beter begrepen dan de magistraten. Ze hadden geen politieke of verkiesbare functie, Cicero noemde ze privati. De augures hadden het recht om een voorteken gunstig of ongunstig te verklaren en wie twijfelde aan hun uitspraken, kon streng gestraft worden. Augures konden hun veto stellen tegen elke publieke transactie en daarom was het ambt zo begeerd bij de patriciërs. Het spreekt voor zich dat de augures van dit recht geregeld misbruik maakten, bijvoorbeeld bij verkiezingen. De augures bezaten niet het spectio, het recht om voortekenen voor de staat te interpreteren. Er bestonden twee vormen van spectio.
De eerste vorm betrof het spectio et nuntiatio; dit ambt stond slechts open voor de hoogste magistraten, namelijk voor consuls, interreges en soms voor praetors. De drager van dit ambt kon bepaalde handelingen van magistraten tegenhouden. De tweede vorm was het spectio sine nuntiatione - wie hiertoe bevoegd was, kon zich hierbij niet mengen in de aangelegenheden van de magistraten. Dit ambt was weggelegd voor de lagere magistraten: de censors, aediles en quaestors.
De augures werden aangesteld voor het leven en konden nooit hun heilig karakter verliezen. Leeftijd speelde een belangrijke rol. Als er een plaats vrijkwam in het collegium, kreeg de oudere kandidaat voorrang op een jongere kandidaat, ook al vervulde deze laatste een hogere functie.
De augures speelden een belangrijke rol in de wereld van de Romeinen, met hun opinie werd rekening gehouden, zowel in de privésfeer als in de publieke sfeer. Maar stilaan raakte het oude ambt in onbruik, vooral in de tijd dat de Dionysusverering grotere aanhang vond, werd er geen belang meer gehecht aan de waarde van de toekomstvoorspellers.

## Auspiciën
De meervoudsvorm auspiciën, vaak in de zin "onder auspiciën van" betekent “met de ondersteuning, goedkeuring van, onder toezicht van…”.

## Voetnoten
1. ↑  LacusCurtius • Roman Religion — Augurs, Augury (Smith's Dictionary, 1875). penelope.uchicago.edu. Gearchiveerd op 9 januari 2022. Geraadpleegd op 25 april 2021.
2. ↑  W. Smith, art. augur, augurium; auspex, auspicium, in W. Smith (ed.), Dictionary of Greek and Roman Antiquities, Londen, 1875, p. 174.
3. ↑  F. Courby, art. trabea, in C. Daremberg - E. Saglio (edd.), Le Dictionnaire des Antiquités Grecques et Romaines, V, Parijs, 1919, p. 392.
4. ↑  A. Boughé-Leclercq, art. auspicia, in C. Daremberg - E. Saglio (edd.), Le Dictionnaire des Antiquités Grecques et Romaines, I.1, Parijs, 1877, p. 581.
5. ↑  D. Brique, art. augur, in Der Neue Pauly 1 (1996), klm. 281.
6. 1 2  W. Smith, art. augur, augurium; auspex, auspicium, in W. Smith (ed.), Dictionary of Greek and Roman Antiquities, Londen, 1875, p. 175.
7. ↑  W. Smith, art. augur, augurium; auspex, auspicium, in W. Smith (ed.), Dictionary of Greek and Roman Antiquities, Londen, 1875, p. 174. Gearchiveerd op 28 juni 2013.
8. 1 2  A. Boughé-Leclercq, art. augures, in C. Daremberg - E. Saglio (edd.), Le Dictionnaire des Antiquités Grecques et Romaines, I.1, Parijs, 1877, p. 551.
9. ↑  W. Smith, art. augur, augurium; auspex, auspicium, in W. Smith (ed.), Dictionary of Greek and Roman Antiquities, Londen, 1875, p. 176.

### Primaire Bronnen
- Aulus Gellius. Noctes Atticae. Vol II. Libri XI-XX, Leipzig, Teubner Verlag, 1959, pp. 71–72.
- M. Tullius Cicero. 30: Epistularum ad familiares. Libri I-IV, Leipzig, Teubner Verlag, 1923, pp. 84–89.
- M. Tullius Cicero. 30: Epistularum ad familiares. Libri V-VIII, Leipzig, Teubner Verlag, 1923, pp. 173–178 & pp. 224–225.
- M. Tullius Cicero. De Divinatione, De Fato Timaeus, Leipzig, Teubner Verlag, 1975, passim.
- M. Tullius Cicero. De Natura Deorum, Leipzig, Teubner Verlag, 1968, pp. 50–52.
- Cicéron. Brutus, Parijs, Société d’Édition Les Belles Lettres, 1959, pp. 31-34.
- Cicéron. La République. Livres II-VI, Parijs, Société d’Édition Les Belles Lettres, 1980, p. 25.
- Dion Cassius, Histoire Romaine, livres 41 & 42, Parijs, Société d’Édition Les Belles Lettres, 2002, pp. 116–117.
- Pline l'ancien. Histoire naturelle, livre X, Parijs, Société d’Édition Les Belles Lettres, 1961, p. 35 & p. 41.
- Pline le jeune, Lettres (livres IV-VI), Parijs, Société d’Édition Les Belles Lettres, 1967, p. 14.
- Tacite, Annales (I-III), Parijs, Société d’Édition Les Belles Lettres, 1974, pp. 17-18.
- Tacite, Annales (IV-XII), Parijs, Société d’Édition Les Belles Lettres, 1966, pp. 299-300.
- Tacite, Annales (XIII-XVI), Parijs, Société d’Édition Les Belles Lettres, 1978, p. 159.
- Tite-Live, Histoire Romaine, livre I, Parijs, Société d’Édition Les Belles Lettres, 1971, p. 13, p. 30 & p. 57.
- Tite-Live, Histoire Romaine, livre IV, Parijs, Société d’Édition Les Belles Lettres, 1946, pp. 3–5.
- Tite-Live, Histoire Romaine, livre V, Parijs, Société d’Édition Les Belles Lettres, 1954, pp. 29–30 & pp. 51–52.
- Tite-Live, Histoire Romaine, livre VI, Parijs, Société d’Édition Les Belles Lettres, 1966, pp. 2–4 & pp. 48–50 & pp. 73–75.
- Tite-Live, Histoire Romaine, livre VIII, Parijs, Société d’Édition Les Belles Lettres, 1987, pp. 51–54.

### Secundaire literatuur
- J. Bayet, Histoire politique et psychologique de la religion romaine, Parijs, 1969.
- M. Beard - J. North, Religions of Rome: A History. Cambridge, Cambridge University Press, 1998.
- R. Bloch, La divination dans l'Antiquité, Parijs, 1984.
- R. Bloch, La religion romaine. Histoire des Religions 1. Encyclopédie de la Pléiade, Parijs, 1970.
- A. Boughé-Leclercq, art. augures, in C. Daremberg - E. Saglio (edd.), Le Dictionnaire des Antiquités Grecques et Romaines, I.1, Parijs, 1877, pp. 550-560.
- D. Brique, art. augures, Der Neue Pauly 2 (1997), klm. 279-281.
- P. Lavedan, Dictionnaire illustré de la Mythologie et des Antiquités grecques et romaines, Parijs, 1931.
- A. Boughé-Leclercq, Histoire de la divination dans l'antiquité, Parijs, 1879.
- P. Boyancé, Études sur la religion romaine, Rome, 1972.
- E. Cassirer, La philosophie des formes symboliques. La pensée mythique, II, Parijs, 1974.
- F. Denis, Tableau historique, analytique et critique des sciences occultes: où l'on examine l'origine, le développement, l'influence et le caractère de la divination, de l'astrologie, des oracles, des augures, de la kabbale, la féerie, la magie, la sorcellerie, la démonologie, la philosophie hermétique, les phénomènes merveilleux, etc.: précédé d'une introduction et suivi d'une biographie, d'une bibliographie et d'un vocabulaire, Parijs, 1842.
- H. Glasenapp, De niet christelijke godsdiensten, Antwerpen - Utrecht, 1969.
- F. Guillaumont, Philosophe et augure, recherches sur la théorie cicéronienne de la divination, Brussel, 1984.
- S. Hornblower - A. Spawforth (edd.), The Oxford Classical Dictionary, Oxford, 1996³.
- T. Klauser (ed.), Reallexikon für Antike und Christentum: Sachwörterbuck zur Auseinandersetzung des Christentums mit der Antiken Welt, Stuttgart, 1950-, pp. 975–982.
- J.O. Lenaghan, A commentary on Cicero's oration de haruspicum responso, Parijs, 1969.
- J.J. Mascov, De jure auspicii apud Romanos, Leipzig, 1721.
- D. Porte, Les donneurs de sacré. Le prêtre à Rome, Parijs, 1989.
- J. Scheid, Religion et piété à Rome, Parijs, 1985.
- C. St-Germain, La question des augures à Rome. L'éthique du devenir incertain, in Théologiques 8 (2000), pp. 85–104.
- A. Pauly - G. Wissowa - W. Kroll e.a. (edd.), Real-Encyclopädie der classischen Altertumswissenschaft, I.2, Stuttgart - München, 1893 - 1983, pp. 2313–2344.
- W. Eisenhut, art. augures, in Der Kleine Pauly 1 (1964-1975), pp. 734–736.